# Тістечко
Тістечко  — невеликий борошняний кондитерський виріб, що виготовляється з борошна, цукру та інших інгредієнтів і зазвичай випікається.
Тістечка бувають різноманітної форми з художньо обробленою поверхнею. Зазвичай вони мають розмір для однієї персони, маса їх коливається від 17 до 110 г.
Тістечка поділяються на окремі групи залежно від випеченого напівфабрикату з тіста:
- бісквітні
- пісочні
- листкові
- заварні
- повітряні
- крихтові
- горіхові

Тістечка
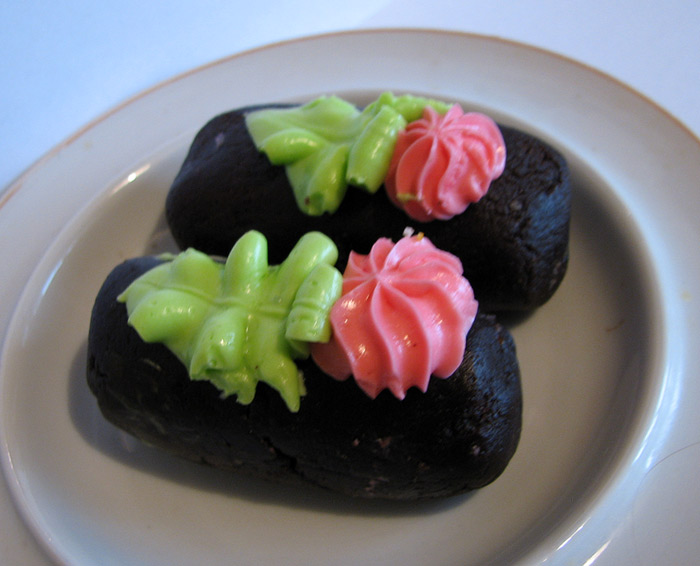
Тістечко Картопля
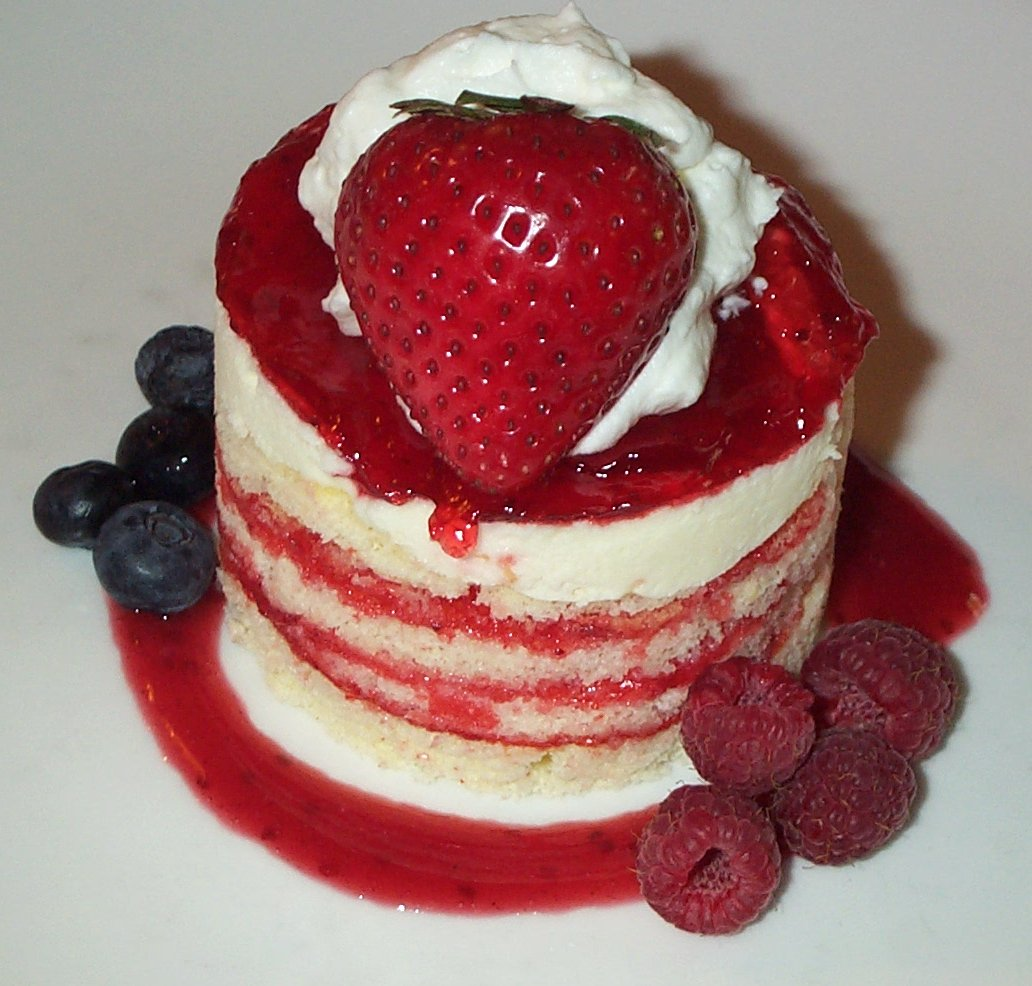
Тістечко з полуницею
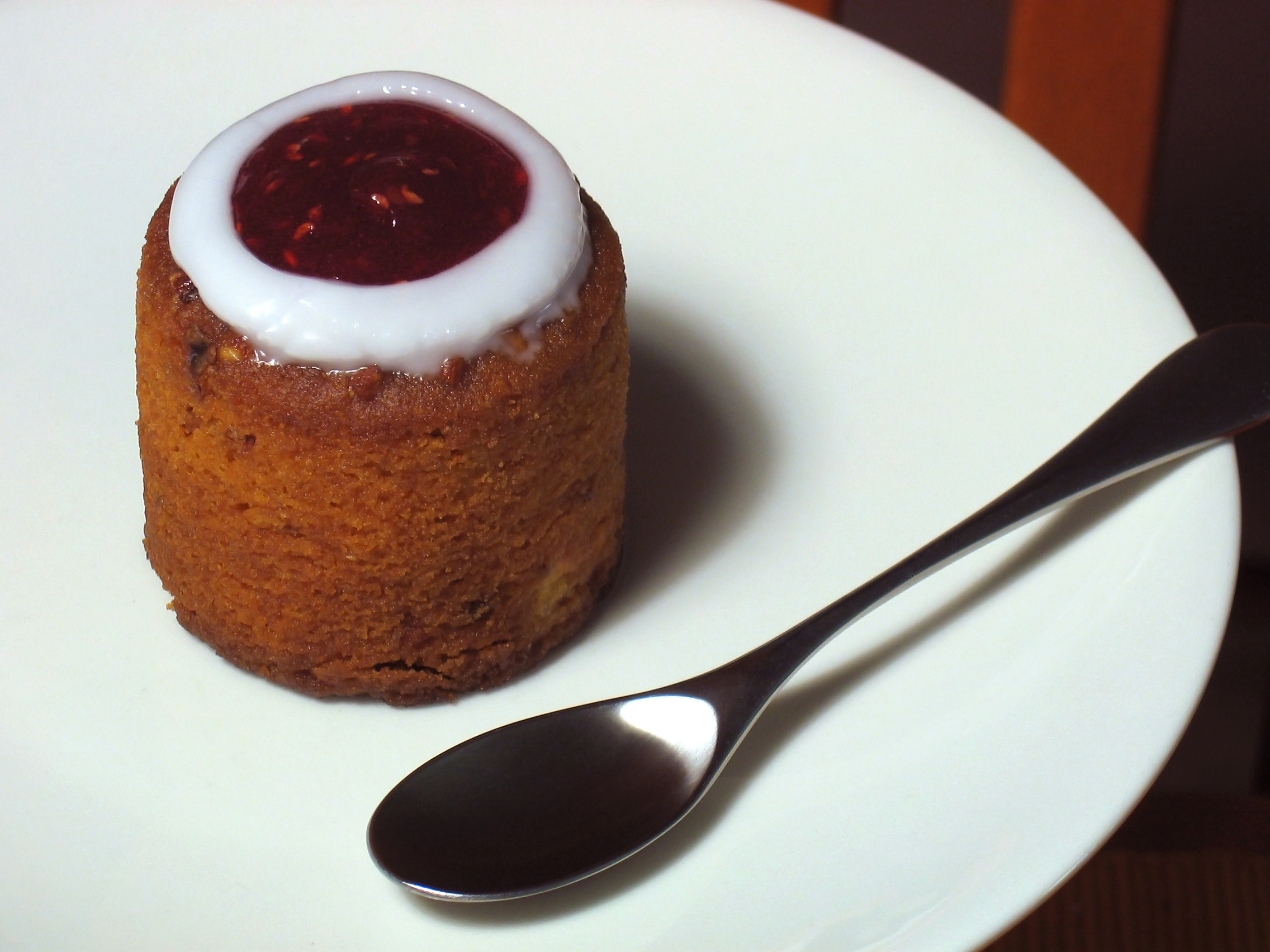
Тістечко Рунеберга

## Дивись також
- Пиріг
- Торт
- Бісквіт